# کوستاندووو
کوستاندووو شهری در استان پازارجیک کشور بلغارستان است که جمعیت آن در سال ۲۰۰۱ میلادی ۴٬۵۳۵ نفر بوده‌است.